# Ovophis makazayazaya
Espèce
Synonymes
- Trimeresurus makazayazaya Takahashi, 1922
- Ovophis monticola makazayazaya (Takahashi, 1922)
- Trimeresurus orientalis Schmidt, 1925
- Ovophis monticola orientalis (Schmidt, 1925)
- Trimeresurus monticola formosensis Mell, 1929

Statut de conservation UICN

 LC  : Préoccupation mineure
Ovophis makazayazaya est une espèce de serpents de la famille des Viperidae. 

## Répartition
Cette espèce se rencontre entre 500 et 2 200 m d'altitude, :
- dans le sud-est de la république populaire de Chine ;
- à Taïwan ;
- dans le nord du Viêt Nam.

## Description
C'est un serpent venimeux.

## Étymologie
Son nom d'espèce lui a été donné en référence à son lieu de découverte, Makazayazaya à Taïwan.

## Publication originale
- Takahashi, 1922 : Japanese Venomous Snakes (大日本毒蛇図集), p. 1-7.